# 4121 Carlin
A 4121 Carlin (ideiglenes jelöléssel 1986 JH) a Naprendszer kisbolygóövében található aszteroida. INAS fedezte fel 1986. május 2-án.